# JamaicaVM
JamaicaVM est une machine virtuelle Java, développé par Aicas.
Elle est conçue pour l'électronique embarquée nécessitant du temps réel strict. En effet, JamaicaVM implémente notamment dans Java un ramasse-miettes à fonctionnement déterministe dans des environnements de temps réel strict.